# هاينز فيرنر إجالينج
هاينز فيرنر إجالينج (بالألمانية: Heinz-Werner Eggeling)‏ مواليد 17 أبريل 1955 في بوخوم لاعب كرة قدم ألماني سابق بدأ مسيرته الاحترافيه عام 1973 مع نادي بوخوم| بوخوم]] في الدوري الألماني.

## روابط خارجية
- هاينز فيرنر إجالينج على موقع قاعدة بيانات كرة القدم.إي يو (الإنجليزية)
- هاينز فيرنر إجالينج على موقع بيانات كرة القدم. دي إي (الألمانية)